# Сучасна світова культура
Більшість дослідників сходяться в думці, що Суча́сна світова́ культу́ра — це безліч самобутніх культур, які знаходяться в діалозі і взаємодії одна з одною, при чому діалог і взаємодія йдуть не тільки по осі теперішнього часу, але й по осі «минуле-майбутнє».
Але культура — це не тільки безліч культур, це також світова культура, єдиний культурний потік від Шумерів до наших днів, від Сходу на Захід, від Заходу на Схід. Сьогодні щодо долі культури викристалізувалися два різних розуміння, два погляди, так би мовити «оптимістичний» і «песимістичний». Оптимісти стверджують, що світова культура на правильному шляху, що майбутнє за наукою, технікою, інформацією, регіонально-організованою економікою, що цінності західної культури (успіх, влада, особиста воля, сила і т. д.) є істинними. Песимісти, починаючи від Шпенглера, на противагу, упевнені в зворотному: сучасна світова культура, вважають вони, хилиться до сутінків, кризи.
Існують різні погляди на співвідношення культур різних епох і народів. За висловом М. Бахтіна, «культура завжди лежить на межах» з іншими культурами й епохами. Сучасна людина починає розуміти, що культурна самобутність його народу невіддільна від культурної самобутності інших народів, що всі ми підкоряємося законам культурної комунікації. Німецький соціолог Освальд Шпенглер розглядав сучасну культуру не як єдину загальнолюдську, а розколоту на вісім культур. Ці культури — єгипетська, індійська, вавилонська, китайська, греко-римська, візантійсько-арабська, культура майя, російсько-сибірська. Кожна культура підпорядкована твердому процесу еволюції, фази якої — народження і дитинство, молодість і зрілість, схід і захід.
Питирим Сорокін розвивав учення про «інтегральну» соціологію, що охоплює всі аспекти культури. Він розрізняв системи культурних феноменів багатьох рівнів. Найвищі системи з них (суперсистеми) базуються на світоглядах.

## Розуміння сучасної культури
Сучасна культура втілюється у безлічі створюваних матеріальних і духовних явищ. Це і нові засоби праці, і нові продукти харчування, і нові елементи матеріальної інфраструктури побуту, виробництва, і нові наукові ідеї, ідеологічні концепції, релігійні вірування, моральні ідеали і регулятори, твори усіх видів мистецтв і т. д. Культура відіграє щораз більшу роль у досягненні довгострокових програмних цілей демократичного руху: формування і зміцнення громадянського суспільства, розкриття творчих здібностей людини, поглиблення демократії, побудова правової держави.
Оскільки центром культури є людина з усіма її потребами і турботами, то особливе місце в соціальному житті займають і питання освоєння нею культурного середовища, і проблеми, пов'язані з досягненням ним високої якості в процесі створення і сприйняття культурних цінностей. Освоєння культурних багатств минулого виконує інтегрувальну функцію в життєдіяльності кожного суспільства, гармонізує буття людей, пробуджує у них потребу в збагненні світу як цілого. А це має величезне значення для пошуку загальних критеріїв прогресу в умовах нестримної науково-технічної революції.
Панорама культури XX століття вельми строката. Деяка частина населення світу (збирачі і мисливці) є носієм архаїчної культури, велика частина знаходиться на рівні традиційної, аграрної культури й одна третина з 5 млрд чол. досягла стадії науково-технічної, сучасної культури. Цілком зрозуміло, що внаслідок потужного розвитку засобів масової комунікації й інформації сучасна культура впливає на архаїчну і традиційну культури багатьох народів світу. У зв'язку з цим необхідно розглянути характер сучасної культури, окреслити її контури і виділити основні риси. Для сучасної культури характерні насамперед такі процеси, як індустріалізація і інституціоналізація.

### Науково-технічна культура
Сучасна науково-технічна культура являє собою своєрідний набір різних культурних мікрокосмів, які потрібно синтезувати в єдине ціле. І нарешті, необхідно враховувати ряд факторів сучасного світу — прискорений розвиток техніки, транспорту і зв'язку, загроза руйнування навколишнього середовища і виснаження природних ресурсів, збільшувана взаємозалежність і взаємозв'язок усіх країн та ін. Усі ці фактори приводять до того, що власне культурне співробітництво перетворюється на фундаментальну необхідність виживання людства. На думку колишнього Генерального директора ЮНЕСКО Фредерика Сарагоси, «установлення справжнього культурного плюралізму — єдиний шлях, що дозволяє протистояти зростальній однаковості, яку несе в собі експансія технічної цивілізації». Цей шлях повинний розглядатися як фактор світової рівноваги і творчості. Міжнародне співробітництво, що забезпечує зближення людей і ідей, розширення взаєморозуміння і солідарності, паралельно сприяє зміцненню культурного аспекту розвитку, що являє собою мету усякого розвитку. Без культури не може бути справжньої волі. Багато дослідників (Ф. Сарагоса, А. Швейцер та ін.) переконані в тім, що задачі нашого часу вимагають сміливого підходу до проблем XX ст., що основні проблеми виникають у сфері культури і їхнє вирішення — у розвитку культури.

### Масова культура.АмерикаіЄвропа
У сучасній західній культурі великого поширення набула так звана масова культура. Нерідко ця культура сприймається в Європі як чисто американське явище, хоча це і не зовсім так. У європейських країнах, принаймні останні два століття, існувала й існує поряд з традиційною високою культурою і культура ринкова, масова. У Франції, наприклад, такого роду масова література одержала найменування «бульварної», у Росії вона називалася «літературою товчка ринку».
Американський учений Д. Макдональд запропонував розглянуте явище іменувати «маскультом», тому що «у дійсності це зовсім не культура. Маскульт — це пародія на високу культуру». Тут немає місця мистецтву, а тому не варто говорити ні про моральне очищення за допомогою мистецтва, ні про власне художню насолоду. Нема сенсу міркувати про «художню якість», «естетичну цінність» і таке інше. Усі ці слова — зі словника високої культури. Але саме висока, істинна культура поряд з фольклором завжди панувала в європейській художній свідомості. Вульгарність масової культури ховалася в їхній тіні. Сьогодні дехто бажає вважати маскульт «фольклором промислової епохи». Але фольклор, народне мистецтво, тому і зветься «народним», що завжди зароджується в низах суспільства, у народних глибинах. Навпаки, маскульт створюється і нав'язується зверху фахівцями-майстрами, професіоналами (естрадні композитори, текстовики, співаки, теле- і кінорежисери і сценаристи, менеджери і т. д.). І якщо народне мистецтво має власну художню вартість, то мас-культ лише пародіює високу культуру, паразитує на ній. Досить згадати численні оперети і мюзикли, що використовують класичні сюжети і тексти, екранізації й інсценізації класики, що вражають несмаком.
У свідомості багатьох європейців північноамериканський маскульт став наче уособленням всієї американської культури, американського способу життя. Одна з причин цього — відносна слабкість американської високої культури, надто юної поки, і відсутність розгалуженого, багатого народного мистецтва, про яке можна говорити щодо європейців або жителів Індостану. Двісті років — термін замалий для зародження і розвитку загальнонаціонального фольклору, тим більше в такому різномовному і різнорідному суспільстві, яке утворилося в американських промислових містах унаслідок великої імміграції з усього світу.
Дослідження американського ученого Ф.-Дж. Вудса показують, що в середині XX ст. «культурні цінності найбільших американських етнічних груп» європейців, китайців і японців, мексиканців, негрів, євреїв — усе ще істотно розрізнялися.

### Висока, або, традиційна культура, як протиставлення маскульту
Усі культурні в традиційному розумінні народи мають свій фольклор, свої епічні сказання, свою власну, сформовану завдяки праці багатьох поколінь, культурну свідомість. Зароджувалися ці сказання в осілих народів серед селян, що жили миром, громадою, яка була певною культурною й економічною спільністю. Фольклор, колективне за своєю суттю мистецтво і епос, тобто колективні сказання, не могли, звичайно, виникнути серед фермерів-одинаків, що споконвічно були основою сільського населення Північної Америки і жили окремішньо. При розвитку сільського господарства американським шляхом для появи фольклору не було необхідних підстав.
Висока культура, що виростає завжди на ґрунті фольклору, для того, щоб бути по-справжньому живою і сильною, потребує серйозної, стійкої національної традиції. Сполучені Штати (в Новій Англії) успадкували було англійську традицію; нехай дещо провінційна, колоніальна, вона все-таки існувала. До ослаблення культурного впливу Нової Англії призвели, очевидно, громадянська війна, хвиля імміграції з неангломовних країн, що пов'язана зі зростанням промисловості, освоєнням заходу країни. Проте американські діячі культури постійно оглядаються на Європу, знаходячись під очевидним впливом її духовного авторитету і чарівності. Це добре помітно в архітектурі, літературі, оперному театрі та ін. Немислимо уявити без європейської культури Г. Джеймса, Т. Еліста, Е. Гемінґуея, Т. Вальдера та інших письменників, композиторів, художників. Дійсно ж американським мистецтвом, що має деякі самостійні традиції, можна вважати лише кіно, наймолодше і найсамостійніше з видовищних мистецтв.
У сфері високої культури, перебуваючи під явним європейським впливом, США проте досить успішно впливають на навколишній світ за допомогою масової, або популярної, культури. Ряд західноєвропейських дослідників (А.Гобар, Е.Тібо та ін.) вважають, що проникнення американської масової культури, американізація національних культур Європи являє собою культурну війну. Так, А.Гобар у своїй книзі «Культурна війна» пише: «Культурна війна вже почалася, без належного оголошення, без барабанів і труб. Війна за допомогою брехливих слів, за допомогою оманних уявлень, за допомогою зрадницьких посмішок. Класична війна цілила в серце, щоб убивати і скоряти, економічна війна цілила в живіт, щоб експлуатувати і збагачуватися, культурна війни цілить у голову, щоб паралізувати, не вбиваючи, щоб скорити, зіпсувавши, і збагатитися за рахунок розкладання культур і народів. Культурна війна уживає всі свободи і зловживає ними, щоб проникати всюди і руйнувати зсередини всі цінності, усі відмінності, усі духовні багатства народів».
Знаменно, що про наслідки цієї культурної війни, про американізацію європейських культур говорять і французи, і італійці, і греки, і інші європейці, що вкусили (раніше від нас) усі принадності американських кіно- і телебойовиків, року і джазу, кока-коли і жувальної гумки.
Але не тільки Західна Європа опинилася сьогодні під загрозою утрати свого культурного обличчя. Якщо в минулому столітті багато російських діячів культури виступали проти бездушного «європеїзування» (сто років тому Н. А. Данилевський навіть випустив книгу «Росія і Європа. Погляд на культурні і політичні відносини слов'янського світу до германо-романського»), то тепер нам у набагато більшій мірі потрібно побоюватися бездумної «американізації». Сьогодні Росія разом з Європою протистоїть наставанню північноамериканського культурного імперіалізму, захищаючи загальноєвропейські культурні цінності, свою культурну самобутність, своє право на самостійне існування.
Адже прагнення до культурної самобутності властиве всім народам, що усвідомлюють цю свою самобутність, а особливо таким, котрі мають за своєю спиною багато сторіч культурного життя.

## Концепції та реалії
Досвід, накопичений людством у ході його соціокультурної історії, подає неоціненну допомогу в розв'язанні проблем культури на сучасному етапі перетворення нашого суспільства на основі принципів гуманізму і демократії в умовах бурхливого науково-технічного прогресу.
Культура є могутнім фактором соціального розвитку, вона пронизує всі аспекти людської життєдіяльності — від основ матеріального виробництва і людських потреб до найбільших проявів людського духу, на всі сфери суспільної й індивідуальної життєдіяльності — працю, побут, дозвілля, сферу мислення і т. д., на спосіб життя суспільства й особистості.
Значення її у формуванні і розвитку способу життя людини виявляється через дію особистісно-суб'єктивних факторів (настанови свідомості, духовні потреби, цінності та ін.), що впливають на характер поведінки, форми і стиль спілкування людей, зразки, норми поведінки.
Гуманістичний спосіб життя, орієнтований не на пристосування до наявних умов, а на їхнє перетворення, передбачає високий рівень свідомості і культури, підвищує їхню роль як регуляторів поведінки людей і способу їхнього мислення.
Сформовані реалії сучасного світу привели до перелому у свідомості людини — її погляд спрямований до все більш глибокого виходу за межі свого життя, яке не обмежується у свідомості індивіда датами народження і смерті. Закономірною тенденцією стає усвідомлення себе в контексті історичного часу, в орієнтації як на свої історико-культурні корені, так і на майбутнє, на соціально-культурні ідеали і можливості їхньої реалізації в рамках розширення міжнародних зв'язків, залучення у всесвітній культурно-історичний процес усіх країн світу. Значні соціокультурні зміни, що зачіпають практично всі сторони громадського життя різних країн і народів, з особливою гостротою порушують питання про міжкультурну взаємодію, про її роль в еволюції локальних етнічних культур і розвитку загальносвітової культури.
Культура, розглянута з погляду змісту, розпадається на різні галузі, сфери: звичаї і побут, мова і писемність, характер одягу, поселень, роботи, постановка виховання, економіка, характер армії, суспільно-політичний лад, судочинство, наука, техніка, мистецтво, релігія, усі форми прояву духу даного народу. Рівень і стан культури можна зрозуміти, тільки виходячи з розвитку історії культури; у цьому розумінні говорять про примітивну і високу культуру; виродження культури створює або безкультур'я, або «рафіновану культуру».
Нарівні із суперсистемами культури існують п'ять основних культурних систем нижчого рівня: мова, етика, релігія, мистецтво, наука. Коли в ході історії панівні суперсистеми соціокультурних феноменів вичерпують свої можливості і заміняються альтернативними світоглядами, перехід цих систем супроводжується радикальною трансформацією соціальних інститутів і нормативних зразків. Руйнування інтеґративної культурної бази і виникнення нового культурного етносу супроводжуються кризами, війнами, бідуваннями.

## Сучасна культура та інстутиціональні зміни
Культурні інститути — щось на кшталт тканини зі звичаїв, звичок, зі сплутаних ниток колективної пам'яті. В усіх суспільствах, навіть архаїчних, ця тканина змінюється під різким або плавним впливом історії.
Процес програмування інституціоналізації культурних змін, що почався в минулих століттях, нині швидко розширюється. Наука і мистецтво стають індустрією, механізм розвитку якої вислизає від їхніх творців. Навчання стає усе більш і більш формалізованим: школа поширює свій вплив, і навчання стає відтепер турботою держави; людська поведінка на усіх своїх стадіях дає привід для уроків, лекцій, програм та іспитів. Для всіх цих різноманітних починань необхідні базис, організація, бюрократія, чітко визначені норми. На зміну повільним процесам інституціоналізації минулого, коли в людей було відчуття якоїсь сталості культурного середовища, прийшло її виробництво. У певному розумінні тепер відбувається незвичайний зсув культури як середовища убік культури як горизонту.

## Радянська соціалістична культурна парадиґма
Напередодні Жовтневої революції 1917 р. у Росії був зосереджений колосальний культурний потенціал, носієм якого був вузький шар інтелігенції. Революція, що здійснилася, створила умови для свободи художньої творчості, зробивши доступними народу всі скарби світової і вітчизняної культури. Відомий англійський письменник Г. Веллс у книзі «Росія в імлі» писав: «У цій незбагненній Росії, войовничій, холодній, голодній, яка зазнає нескінченних втрат, здійснюється літературне починання, немислиме тепер у багатій Англії і багатій Америці. Сотні людей працюють над перекладами, книги, перекладені ними, друкуються і зможуть дати новій Росії таке знайомство зі світовою літературою, яке недоступне жодному іншому народу». Процес становлення соціалістичної культури був досить суперечливим; так, прихильники вульгарно-соціологічного, нігілістичного підходу (Пролеткульт) закликали знищити стару культуру, ліквідувати музеї з реліквіями минулих формацій і створити особливу пролетарську культуру. Більшовики вели з пролеткультівцями ідейну боротьбу. У 20-ті роки ожили передвижницькі традиції: художнє життя країни вимагало мистецтва гостросоціального і зрозумілого широким масам. У ті ж роки не тільки продовжує розвиватися, але переживає справжній розквіт мистецтво, яке ми називаємо «російським авангардом», тому що час революційних катаклізмів, революційних перетворень притягує художників до нових творчих експериментів. Продовжував розвиватися супрематизм у прикладному мистецтві, графіці, дизайні, архітектурі, виявив свої можливості конструктивізм, яскравим прикладом чого є монументальний архітектурний ансамбль «Держпром» у Харкові, у літературі сформувався соціалістичний реалізм.
Однак цей сплеск у розвитку соціалістичної культури з установленням панування адміністративно-командної системи в нашій країні пішов на спад і в цілому до початку перебудови в культурі йшла боротьба між бюрократичним і гуманістичним початками.

## Альтернативи майбутнього: культурна самобутність чи уніфікація
Захист культурної самобутності народів в усім світі містить у собі безліч проблем. У горизонтальній площині проблеми культурної самобутності виявляються в нескінченній безлічі соціальних ситуацій: — від етнічних, релігійних і мовних меншин до робітників-емігрантів; — від культур, що намагаються усталити національну єдність на основі деякої базової культурної самобутності, до поневолення — повільного, але невблаганного — великих культур одноманітною космополітичною культурою.
У вертикальній площині проблема уявляється ще складнішою, тому що необхідно точно і конкретно визначити, від чого може відмовитися дана група людей і що вона жагуче бажає зберегти. Захист культурної самобутності, звичайно ж, не повинний означати «вавилонізації» людства, так само як неприпустимо жертвувати культурними відмінностями в ім'я загальної одноманітності. Такий підхід набуває особливої значимості у світі, населення якого через кілька десятиліть перевищить 6 млрд чол.
На словах захищаючи культурну спадщину минулого, більшовики на ділі знищували стародавні ікони і книги (не знаючи їм ціни), за безцінь розпродавали національне культурне надбання, руйнували храми. «І сказав Господь: от, один народ, і одна у всіх мова; і от що почали вони робити, і не відстануть вони від того, що задумали робити; зійдемо ж і змішаємо там мову їхню, так щоб один не розумів мови іншого. І розсіяв їх Господь звідси по всій землі; і вони перестали будувати місто [і вежу]. Тому дано йому ім'я: Вавилон…» (Побут, 11:6-9).
Зважений захист культурної самобутності — ключ до вирішення проблеми спілкування між людьми. Якщо «моя» культурна самобутність може зберігатися тільки внаслідок її визнання і поваги кимсь «іншим», то, виходить, проблема лежить у площині «комунікативної справедливості». Це положення, коли жодна зі сторін не допускає зловживань щодо іншої, а недовіра — причина найрізноманітніших конфліктів — поступається місцем повазі і взаєморозумінню. Таким чином, мова йде про збереження специфіки тієї або іншої локальної, національної культури, однак слід ураховувати і її еволюцію й адаптацію до динаміки розвитку світової культури, культури «планетарного» світу. Ця світова культура в кінцевому рахунку являє собою складну різноманітну єдність, симфонічну цілісність, де кожна з локальних культур сіяє своїм блиском.
Сприяти різноманіттю культур — одна із загальних цілей світового співтовариства (ООН), що зафіксовано в першій статті Статуту ЮНЕСКО. У ній говориться, що мета співробітництва — сприяти «зближенню і взаємному розумінню народів шляхом належного використання апарату колективного освідомлення, рекомендуючи для цього укладення міжнародних угод, які вона (ЮНЕСКО) вважає за корисне для вільного поширення ідей словесним і образотворчим шляхом». Однак культурна розмаїтість не є щось саме собою зрозуміле, її необхідно розвивати. І ряд останніх технічних досягнень відкриває особливі перспективи в цьому плані.

## Проблема носіїв
Головну роль у створенні і розповсюдженні сучасного культурного продукту, безумовно, відіграють досягнення в галузі електронних засобів зв'язку. Папір і фотоплівка як засіб збереження і передачі інформації поступаються місцем магнітофонній стрічці і лазерному дискові, кабельному телебаченню та ін. Друковані матеріали у вигляді книг, журналів і газет економічно ще виправдують себе, але їхнє значення знижують передачі останніх новин і розважальних програм по радіо і телебаченню. Комп'ютери і високошвидкісна апаратура передачі інформації поступово стирають відмінність між друкованою і візуальною інформацією. Інформаційне повідомлення все частіше надходить від записувальної апаратури репортера безпосередньо на сприйманий апарат редактора, а звідти на екран домашнього телевізора, і при цьому воно жодного разу не фіксується на папері. Розвиток електронних засобів зв'язку — основна історична тенденція, що має безпосереднє відношення до проблеми культурного різноманіття.
З появою нових засобів передачі інформаційних і розважальних програм буде, імовірно, розширюватися і попит, а економічні умови, що змінилися, очевидно, дадуть можливість передавати спеціалізовані текстові і відеопрограми, які повніше відповідають різноманітним потребам аудиторії. Деякі скептично налаштовані культурологи вважають, що нова техніка телекомунікацій несе із собою ще більше засилля американської «поп-культури» з тією лише різницею, що відтворювати її буде японська (китайська тощо) електроніка. Інші вказують на те, що в технічних удосконаленнях є одна особливість, що може розширити культурні зв'язки. Мова йде про так звану теорію наслідків розвитку засобів комунікації.
В основі цієї теорії лежить проста думка, що в міру розвитку нової (і спочатку досить дорогої) техніки типу відеокасет, телетексту, прямих передач через супутники і кабельне телебачення, насамперед у промислових країнах, попит на диверсифіковані культурні і спеціальні програми буде обганяти пропозицію. Це відкриє для найбільш заповзятливих країн, що знаходяться на менш просунутих ступенях розвитку, можливість зосередити зусилля на підготовці і продажу спеціалізованих матеріалів.
Усе це може привести до зміни традиційної тенденції, при якій з появою телебачення та інших засобів масової інформації в країнах, що розвиваються, збільшувався попит на американські і європейські програми. У США проживають великі групи вихідців з Африки, Азії, Європи і Латинської Америки, які вітали б можливість відновити і зміцнити зв'язки з традиційною культурою своєї батьківщини.
У цілому можна говорити про те, що в XX ст. мобільність людей, що перетинають культурні і національні кордони, настільки велика, що буде виправдане якісне зрушення в передачах спеціалізованих матеріалів для людей, що недавно осіли в чужій країні. У міру того як культурна інформація, «переливаючись» за межі цих окремих груп, стане надбанням їхніх нових і допитливих сусідів, можна чекати зменшення культурних відмінностей і взаємного нерозуміння. Таким чином, засоби масової інформації можуть сприяти як розширенню зв'язків між різними культурами, так і зміцненню самобутності цих культур.

## Космізація та екологізація. Культура і етика
На діалектичний характер взаємозв'язку єдності і різноманіття культур накладають свій відбиток процеси космізації і екологізації, що охопили пізнання і практику другої половини XX ст. Космізація і екологізація стимулюють бурхливий розвиток фундаментальних і появу нових наукових дисциплін (космічна біологія і медицина, космічна хімія, космічна психологія, астрогеологія, хімічна екологія, космічна антропоекологія та ін.) сприяють розвитку інших сфер культури (мистецтва, права, філософії та ін.). Так, «космічна медицина» допомагає сьогоднішній земній у лікуванні деяких хвороб, а «космічний зв'язок» є одним з ефективних засобів, які сприяють взаємодії культур. Космізація пізнання відкриває неозору сферу знання про світобудову, про всесвіт: з космосу, з орбіти, залишивши за собою атмосферу, що заважає прямим спостереженням, космічні астрономи й астрофізики як на долоні бачать зоряні простори. Безодня космосу розкрита для «розсекречення» таємниць природи.
Космічне сьогодні і в ще більшій мірі космічне завтра висувають до людини якісно нові вимоги, а це означає необхідність підвищення рівня культури. Глибоке художнє дослідження, філософська розробка пов'язаних з космосом і космічною діяльністю людини проблем — актуальна проблема і світоглядного, і педагогічного, і психологічного характеру.
Прорив у космос, перші кроки за межами земного тяжіння — тільки початок, але і це, безперечно, одне з найбільших досягнень людського генія. У перспективі слід очікувати, що саме в безмежних просторах світобудови буде цілком розкритий творчий потенціал людської культури.
Слід підкреслити, що і космізація, і пов'язана з нею екологізація людської діяльності та пізнання привели до нових уявлень про природу і місце людини в ній. Це впливає на розвиток сучасної культури. З'явилося нове ставлення до природи — у нас зароджується нове почуття спільності людини й інших живих істот, усієї біосфери в цілому. От чому екологія висувається на передній план у системі наук; у світоглядному і методологічному аспектах значущість екології полягає в тому, що саме вона формує самосвідомість культури, складає вихідний пункт наукового ставлення людини до природи.
Сучасні екологічні дослідження можуть перебороти деякі труднощі, викликані фрагментарним і спеціалізованим вивченням природи, але не в змозі вирішити більш глибоких проблем, що стосуються людини. Це пов'язане з тим, що сама людина порушила екологічну рівновагу земної природи, ввівши в неї елементи небіологічного походження. Тому, на думку ряду мислителів, учених і теологів (Е. Фромм, А. Тойнбі, Б. А. Леві, У. Р. Джекобс, С. X. Наєр та ін.), для подолання глобальної екологічної кризи необхідно звернутися до стародавніх культур з їхніми ученнями про єдність людини і природи. Тим більше, що сучасна екологія тепер приходить до уявлень про навколишню природу як єдине ціле, про необхідність враховувати взаємодію людини з природою. Не випадково Міжнародною радою наукових союзів створена програма «Глобальні зміни. Геосфера — біосфера», а Японією запропонована програма «Межі людства», що націлені на встановлення широкого міжнародного співробітництва у виході з глобальної екологічної кризи. Висувається також пропозиція про спільне використання ресурсів Світового океану, космічного простору й інформації. Усе це прекрасно, проте не можна забувати про саму суть культури — про творчу моральну особистість. Усе актуальнішим стають положення етики благоговіння перед життям, викладені мислителем і лікарем, лауреатом Нобелівської премії А.Швейцером у його книзі «Культура і етика», а саме: «священне життя як таке; етика є безмежна відповідальність за усе, що живе; благоговіння перед життям наповнює мене таким занепокоєнням, якого світ не знає; етика благоговіння перед життям робить велику ставку на підвищення почуття відповідальності людини». Тільки людина, що освоїла всі досягнення світової культури й має високу моральність, може вирішити проблему екологічної кризи. Таким чином, процеси екологізації і космізації людської діяльності сприяють зближенню уявлень про зовнішній світ і внутрішній світ людини. Це у свою чергу приводить до розуміння цілісного характеру сучасної культури, до формування глобального погляду на світ.

## Діалог культур
У розвитку світового соціокультурного процесу істотну роль відіграє діалог культур Сходу і Заходу. Дійсно, Схід подарував людству безліч чудових творів літератури, мистецтва: філософію, науки, що зробили і продовжують робити вплив на художній і інтелектуальний розвиток людства. Багато праці додають учені, мислителі, діячі мистецтва для того, щоб глибше проникнути в духовний світ Сходу, у скарбницю його художніх і моральних цінностей, правильно оцінити той величезний внесок, який зробили народи Азії й Африки у світову культуру.
В усі історичні епохи, і особливо в Новий час, видатні діячі культури і науки Заходу відкривали для себе неминущу ідейно-естетичну цінність культурної спадщини народів Сходу і з'єднували її з досягненнями культур народів Заходу. У той же час багато мислителів і художників Сходу, звертаючись до Заходу, збагачували свої національні культури, вносячи новий струмінь у суспільне і культурне життя своїх народів. Нерідко викликає сумнів правомірність опозиції Схід — Захід як традиційного протиставлення двох типів світової культури. Сумніви в правомірності поділу світової культури на культури Сходу і Заходу виникають насамперед у тих дослідників, які прагнуть знайти у світовій практиці в основному загальні закономірності, «наскрізні процеси», що нібито легко переборюють межі понять Захід-Схід-Захід. Тут, підкреслюючи загальне, недооцінюють особливе у світовому історико-культурному процесі.
Сьогодні діалог культур Сходу і Заходу набув воістину загальнолюдської значущості. У ньому не тільки зацікавленість індустріального Заходу, що намагається знизити конфронтацію з «третім світом», підключити його до світової економіки і політики (правда, далеко не завжди на рівних умовах), не тільки актуальний для Сходу пошук шляхів і засобів модернізації. У ньому єдиний спосіб знаходження виходу з кризової ситуації, яка загрожує життю планети в цілому. Необхідно розглядати діалог культур Сходу і Заходу як природний постійний процес, не зводячи його до синтезу якої-небудь єдиної ідеології. Від такого варіанта вчених і мислителів Сходу застерігає пам'ять про часи колоніалізму, християнського місіонерства, діячів культури Заходу — і не менш страшні спогади про наслідки тоталітарних ідеологій нацистського типу і т. д.
У кожній культурі, при всій її унікальності, є все-таки щось подібне з культурами інших народів: «Хоча греки відрізняються від протестантів, китайці — від тих і інших, проте при певній відкритості вони можуть побачити і щось спільне між собою, характерне для людського життя» (X. Патнем). Іншими словами, своєрідність кожної культури є відносною, її специфічність, унікальність виступає як прояв загального в розвитку людського суспільства, у протилежному випадку не можна пояснити емпіричний факт, який полягає в тому, що кожна культура в процесі взаємодії з іншими культурами сприймає й адаптує їхні досягнення. Взаємодія, контакти культур, ведуть, з іншого боку, до зміцнення і розмаїтості східних і західних культур, і, у висліді — до формування світової культури.
Необхідно звернути увагу на той факт, що археологічні відкриття і можливість подорожувати по всій земній кулі роблять діалог культур Сходу і Заходу цікавою художньою і світоглядною пригодою. Захопливість панорами культур народів світу, яка зненацька розширилася, підсилюється завдяки величезному числу публікацій, присвячених мистецтву Сходу, секретам золота інків, розшифруванню символів негритянських масок, тлумаченню таємничої посмішки Будди. У цьому великому діалозі культур європейці починають краще розуміти духовний світ і систему цінностей східних народів.
Діалог культур Сходу і Заходу необхідний не тільки заради розуміння іншого, але і більш глибокого усвідомлення самого себе. Він не може, не повинний мати кінця. Це — постійний процес, що дозволить людству уникнути «самогубства», зберігши життя в його різноманітті. Діалог культур Сходу і Заходу дозволить кожній людині «утішатися» тим духовним багатством, що створене протягом багатьох тисячоліть східними і західними народами. А це дозволить не тільки вирішити ряд глобальних проблем, що стоять нині перед людством, але й розкрити творчий потенціал індивіда, знайти йому сенс свого буття.

## Шляхи подолання кризових явищ у культурі
Сьогодні намічаються два протилежних шляхи вирішення цієї проблеми. Один — це надія розв'язати кризові явища культури на шляхах розуму, науки, освіти, за рахунок розумної організації життя, виробництва, свідомого підходу до усього, зміна орієнтирів розвитку науки і технології. Іншими словами, першорядне значення повинні мати цілі духовного і морального удосконалювання людини, а також поліпшення її матеріальних умов. Другий (т. зв. «альтернативний») шлях розв'язання кризових явищ — повернення роду людського або до різних модифікацій релігійної культури, або до форм життя, більш «природних» для людини, і життя — з обмеженими здоровими потребами, відчуттям єдності з природою і космосом, форм буття людини, вільної від влади техніки.
Ці два підходи існують, але одночасно набирають силу і кризові явища. На жаль, зауважує Ф. Майор, «світ у багатьох відносинах продовжує рухатися в напрямку, що аж ніяк не веде до виправлення нинішніх недоліків. Більш того, суспільство перебуває в такому душевному стані, що його не хвилюють викриття, якими б обґрунтованими й аргументованими вони не були». Але, з іншого боку, зміцнюються і розширюються рухи окремих груп і громадян, рухи «зелених», що реалізують альтернативні форми життя: наприклад, ті, що практикують східний або західний езотермізм або часткову відмову від благ нашої цивілізації.
Характерний момент у розвитку сучасної культури — поява і формування поряд із традиційним її образом, нового. Традиційний образ світової культури пов'язаний насамперед з ідеями історичної й органічної цілісності, уявленнями про традиції. Новий образ культури усе більше асоціюється з космічними, екологічними, етичними ідеями єдності Людства і його долі. Планетарні категорії висуваються на перший план так само, як і етичні.
Сьогодні усе більше людей приходять до усвідомлення неблагополуччя свого і сучасного життя взагалі і шукають вихід з існуючого стану. Рух «зелених», екологічні рухи, пошуки нової моральності, рухи за нову тілесність (натуропатичне харчування, музичний рух, йога, карате, різні форми медитації і т. д.) — усе це паростки альтернативної культури.
Сьогодні має місце формування нового типу культурної взаємодії, що включає відмову від спрощених раціональних схем вирішення культурних проблем. Усе більшого значення набувають здатності до розуміння чужої культури і точок зору, критичний аналіз власних дій, визнання чужої культурної самобутності і чужої істини, уміння включити їх у свою позицію і визнання правомірності існування багатьох істин, уміння будувати діалогічні відносини й іти на компроміс. Новий тип соціальної дії усе більше має потребу в культурних складових і повинен підкорятися логіці культурної комунікації.